# Acigné
Ne doit pas être confondu avec Apigné.
Acigné est une commune française située dans le département d'Ille-et-Vilaine, en région Bretagne, peuplée de 6 911 habitants. Elle fait partie des quarante-trois communes de Rennes Métropole.

## Géographie

### Localisation
Acigné est située à environ 10 km à l'est de Rennes, préfecture du département.
Le centre-ville se situe à l'extrême sud de la commune, au bord de la Vilaine, alors que le nord de la commune est marqué par l'entrée de la forêt de Rennes (commune de Liffré).

### Communes limitrophes
Les distances orthodromiques des bourgs voisins sont les suivantes :
- Noyal-sur-Vilaine à deux kilomètres au sud,
- Thorigné-Fouillard à quatre kilomètres au nord-ouest,
- Cesson-Sévigné à cinq kilomètres à l'ouest,
- Brécé à cinq kilomètres au sud-est,
- Servon-sur-Vilaine à six kilomètres à l'est,
- Liffré à neuf kilomètres au nord,
- La Bouëxière à neuf kilomètres au nord-est.

| Thorigné-Fouillard | Liffré            | La Bouëxière       |
| Cesson-Sévigné     | Acigné            | Servon-sur-Vilaine |
|                    | Noyal-sur-Vilaine | Brécé              |

### Géologie et relief
L'altitude varie de 29 à 96 mètres.
La topographie à l'échelle de la commune révèle une pente du nord vers le sud. Le centre d'Acigné se situe donc dans un creux alors que sa campagne est plus en hauteur.

### Transports
Acigné est desservie par les bus du service des transports en commun de l'agglomération rennaise (STAR) de Rennes Métropole via les lignes 64, 164ex et 200. 
La commune est également desservie par les cars scolaires pour les élèves des établissements de Noyal-sur-Vilaine et de Liffré.
La gare de Noyal - Acigné est située à 2 minutes sur la commune de Noyal-sur-Vilaine. Elle est desservie par le TER Bretagne.
Les itinéraires de déplacements dits doux, pédestres et cyclables, représentent une douzaine de kilomètres sur la commune, avec 4 itinéraires en ville, une piste cyclable reliant Acigné à Noyal-sur-Vilaine et une autre vers Rennes.
À l'enquête 2021 du Baromètre des villes marchables, Acigné a la meilleure note de France, avec 15,56/20, avec une pratique de la marche « excellente ».

### Hydrographie
Pour un article plus général, voir Réseau hydrographique d'Ille-et-Vilaine.
La commune est située dans le bassin Loire-Bretagne. Elle est drainée par la Vilaine, la Veuvre, l'Étang de Forge, le ruisseau du Gué Renaie et les Davouées,,.
Le fleuve côtier Vilaine est le principal cours d'eau de la commune. Il coule d'est en ouest et marque la limite sud du territoire, séparant Acigné de Noyal-sur-Vilaine. Acigné se trouve intégralement dans le bassin versant de la Vilaine.
Son principal affluent sur le territoire est la Chevré (ou la Veuvre) qui coule en rive droite, du nord vers le sud. La confluence de la Vilaine et de la Chevré se situe à l'ouest du centre-ville d'Acigné. La confluence de la Chevré et son affluent le ruisseau du Gué se trouve à quelques mètres du tripoint entre Acigné, Liffré et La Bouëxière.

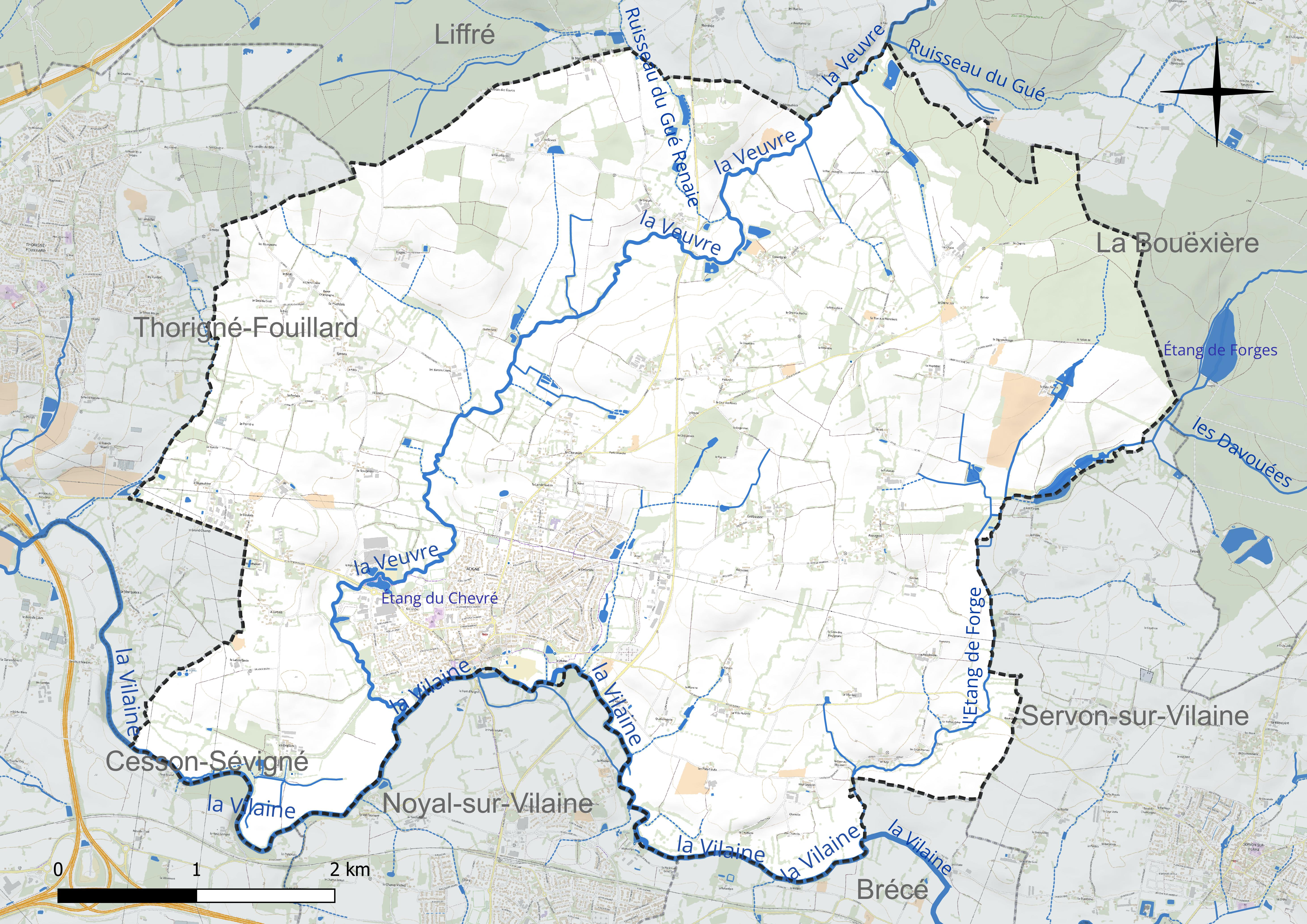
Réseau hydrographique d'Acigné.

Deux plans d'eau complètent le réseau hydrographique : l'étang du Chevré (0,97 ha) et l'étang du Grand Pré (0,26 ha),.

### Climat
Pour des articles plus généraux, voir Climat de la Bretagne et Climat d'Ille-et-Vilaine.
En 2010, le climat de la commune est de type climat océanique altéré, selon une étude du CNRS s'appuyant sur une série de données couvrant la période 1971-2000. En 2020, Météo-France publie une typologie des climats de la France métropolitaine dans laquelle la commune est exposée à un climat océanique et est dans la région climatique Bretagne orientale et méridionale, Pays nantais, Vendée, caractérisée par une faible pluviométrie en été et une bonne insolation. Parallèlement l'observatoire de l'environnement en Bretagne publie en 2020 un zonage climatique de la région Bretagne, s'appuyant sur des données de Météo-France de 2009. La commune est, selon ce zonage, dans la zone « Sud Est », avec des étés relativement chauds et ensoleillés.
Pour la période 1971-2000, la température annuelle moyenne est de 11,5 °C, avec une amplitude thermique annuelle de 12,9 °C. Le cumul annuel moyen de précipitations est de 748 mm, avec 12,7 jours de précipitations en janvier et 6,9 jours en juillet. Pour la période 1991-2020, la température moyenne annuelle observée sur la station météorologique la plus proche, située sur la commune de Saint-Jacques-de-la-Lande à 16 km à vol d'oiseau, est de 12,4 °C et le cumul annuel moyen de précipitations est de 691,0 mm,. Pour l'avenir, les paramètres climatiques de la commune estimés pour 2050 selon différents scénarios d'émission de gaz à effet de serre sont consultables sur un site dédié publié par Météo-France en novembre 2022.

## Urbanisme

### Typologie
Au 1er janvier 2024, Acigné est catégorisée ceinture urbaine, selon la nouvelle grille communale de densité à sept niveaux définie par l'Insee en 2022.
Elle appartient à l'unité urbaine d'Acigné, une unité urbaine monocommunale constituant une ville isolée,. Par ailleurs la commune fait partie de l'aire d'attraction de Rennes, dont elle est une commune de la couronne,. Cette aire, qui regroupe 183 communes, est catégorisée dans les aires de 700 000 habitants ou plus (hors Paris),.

### Occupation des sols
L'occupation des sols de la commune, telle qu'elle ressort de la base de données européenne d'occupation biophysique des sols Corine Land Cover (CLC), est marquée par l'importance des territoires agricoles (85,5 % en 2018), en diminution par rapport à 1990 (88,6 %). La répartition détaillée en 2018 est la suivante : 
terres arables (48,8 %), zones agricoles hétérogènes (24,1 %), prairies (12,6 %), zones urbanisées (7,6 %), forêts (6,9 %). L'évolution de l'occupation des sols de la commune et de ses infrastructures peut être observée sur les différentes représentations cartographiques du territoire : la carte de Cassini (XVIIIe siècle), la carte d'état-major (1820-1866) et les cartes ou photos aériennes de l'IGN pour la période actuelle (1950 à aujourd'hui).

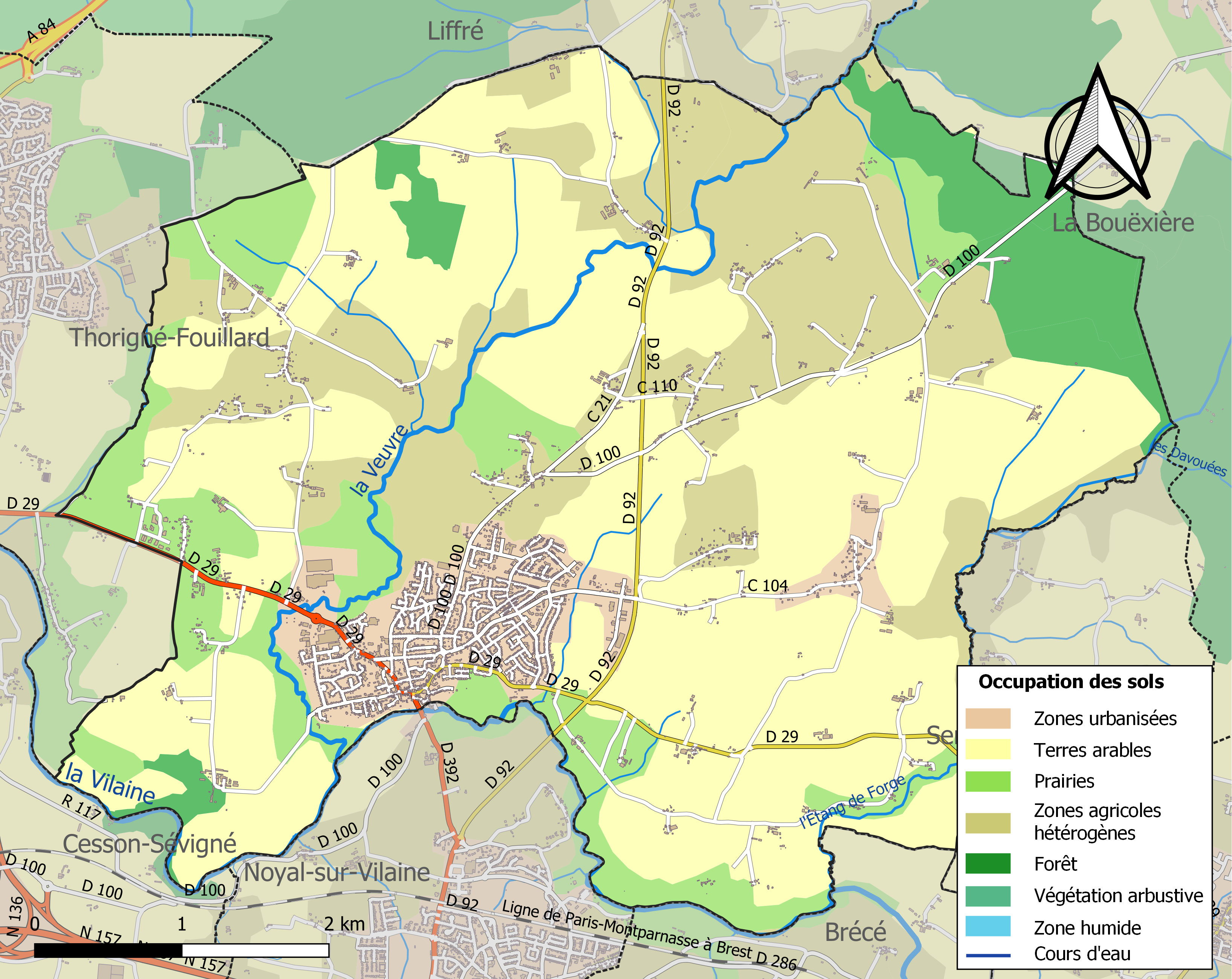
Carte des infrastructures et de l'occupation des sols de la commune en 2018 (CLC).

### Morphologie urbaine

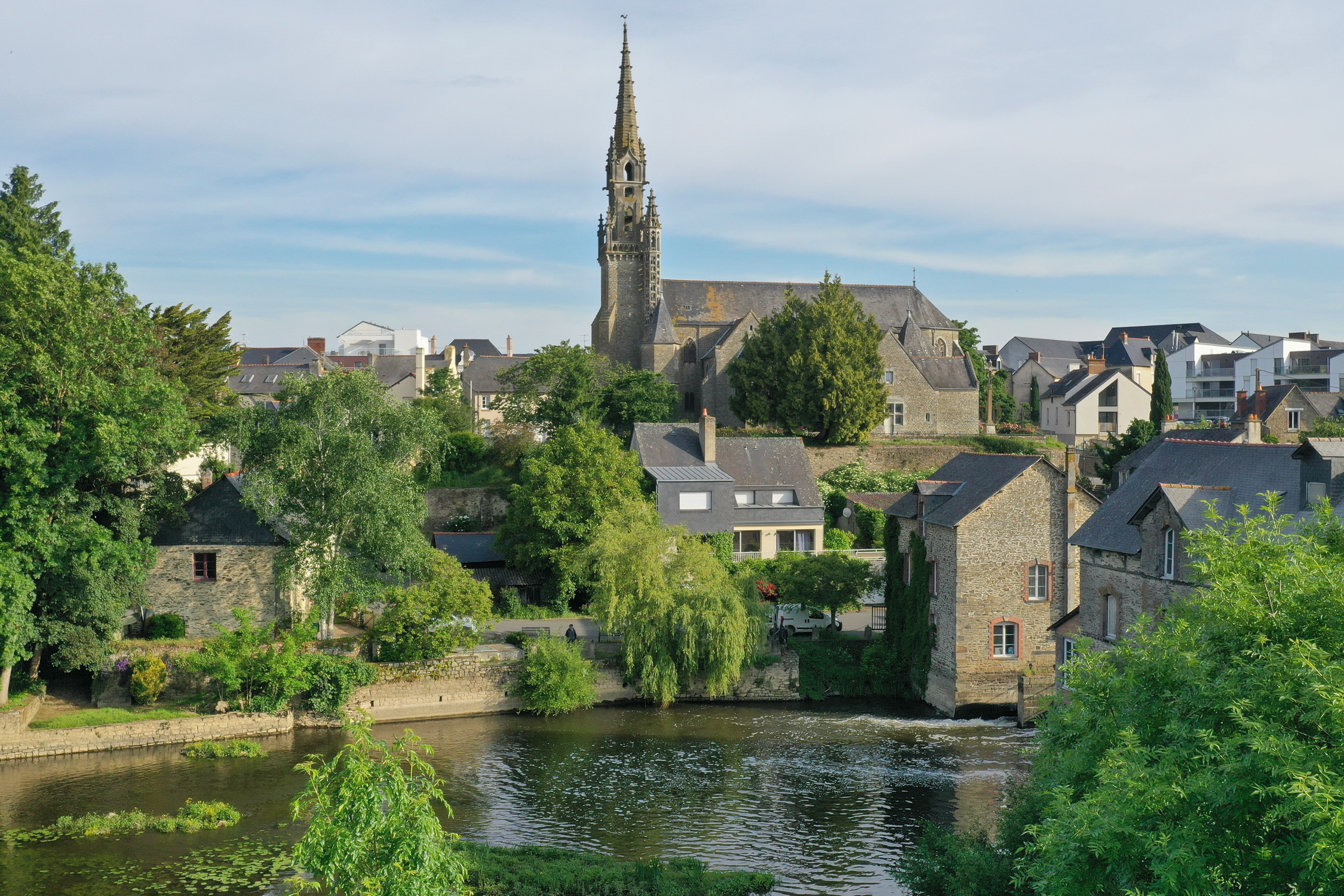
La Vilaine et le centre ville.

Le bourg est au bord de la Vilaine, sur sa rive nord. La rive sud fait partie du territoire de la commune de Noyal-sur-Vilaine et n'est pas constructible car inondable. Le développement de l'agglomération, continu depuis les années 1960, s'est donc effectué en demi-cercle à partir du noyau initial, adossé à la Vilaine.
Jusque dans les années 1950, le bourg comprenait deux quartiers, le « bas du bourg », autour de l'église, et 250 m plus loin, le « haut du bourg » ou Les Clouères, autour de la mairie.
La première extension, un lotissement, a été finalisée en 1959 au nord-ouest du bourg initial. C'est le quartier actuel autour de l'avenue Abbé Barbedet.
Ont suivi d'autres extensions urbaines, parmi lesquels on peut citer, par ordre chronologique :
- vers le nord, formant le quartier des Verdaudais ;
- vers l'ouest, avec le quartier de Maillé ;
- vers l'est, avec le quartier de la Timonière ;
- et actuellement l'extension vers le nord-est, avec le quartier du Botrel.

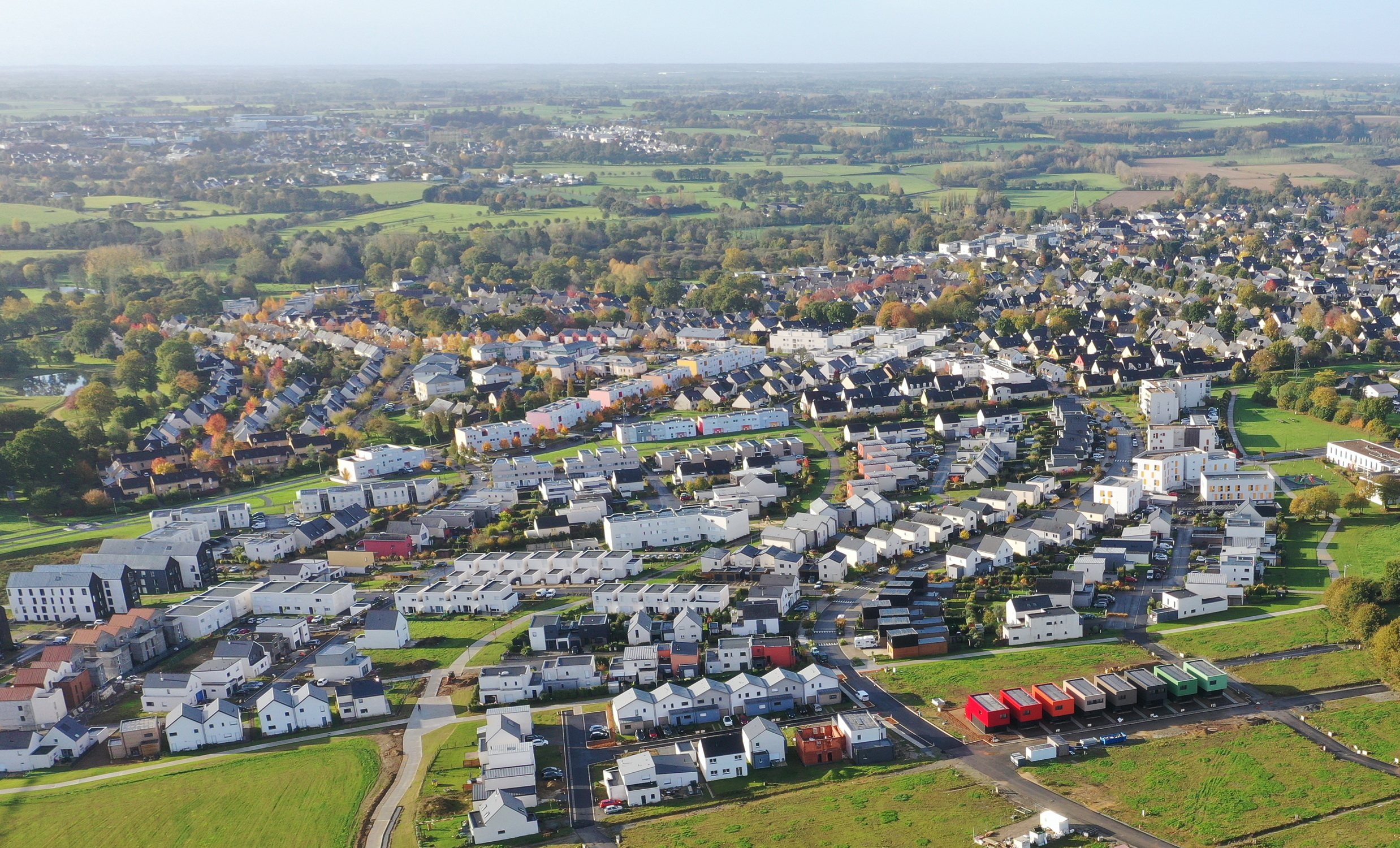
Les nouveaux quartiers d'Acigné en 2020 avec, au premier plan, la ZAC du Botrel.

Ces dernières ont été gérées dans le cadre de ZAC (zones d'aménagement concerté). Ces ZAC concernent également le renouvellement urbain du centre-ville.
Une ceinture verte entoure l'agglomération, suivant les bords de Vilaine au sud, la vallée du Chevré à l'ouest et le ruisseau de Joval à l'est.
De nombreux villages parsèment la campagne d'Acigné, comme Grébusson, Bourgon, Vernay, Louvigné, etc. Les constructions anciennes y sont fréquemment en bauge (terre), les carrières de pierre étant rarissimes à Acigné et, plus généralement, dans le Bassin rennais.

### Logement
Le tableau ci-dessous présente une comparaison de quelques indicateurs chiffrés du logement pour Acigné et l'ensemble de l'Ille-et-Vilaine en 2017,.
|                                                                  | Acigné | Ille-et-Vilaine |
| ---------------------------------------------------------------- | ------ | --------------- |
| Parc immobilier total (en nombre d'habitations)                  | 2 923  | 546 440         |
| Part des résidences principales (en %)                           | 93,6   | 86,2            |
| Part des résidences secondaires et logements occasionnels (en %) | 0,8    | 6,9             |
| Part des logements vacants (en %)                                | 5,6    | 6,9             |
| Part des ménages propriétaires de leur logement (en %)           | 69,6   | 59,8            |

### Projets d'aménagements
Acigné dispose d'un plan local d'urbanisme intercommunal approuvé par délibération du conseil métropolitain du 19 décembre 2019. Il divise l'espace des 43 communes de Rennes Métropole en zones urbaines, agricoles ou naturelles.
La commercialisation en cours (2020) de la première tranche de la ZAC du Botrel concerne 390 logements, en collectifs, semi-collectifs, individuels et lots libres de constructeur. Une deuxième et une troisième tranches suivront.

## Toponymie
Les formes anciennes sont : Acigniacum (1030), Aciniacum (1030), de Accigneium (1330).
L'origine pourrait en être le suffixe gaulois -akos (latin -acum) précédé d'un nom de propriétaire ou d'habitant : c'est le prénom latin Accinius (dérivé d'Accius) ou Assinius (dérivé d'Assius). Signification : « lieu habité d'Assinius ».
Le linguiste Joseph Loth, s'appuyant sur un document carolingien désignant Acigné sous le nom d'Achiniagas villas, pense pour sa part qu'il s'agit d'une déformation d'Aquiniacus, signifiant « lieu entouré d'eaux » (du latin « accingere », entourer), Acigné étant entouré par la Vilaine au sud, le Chevré à l'ouest et le ruisseau de Vernay à l'est.
En gallo, langue traditionnelle des habitants d'Acigné, la commune est appelée Acignë. En breton — langue dont le village est en dehors de l'aire traditionnelle de diffusion —, la commune est baptisée Egineg par l'Office public de la langue bretonne.

## Histoire

### Légende de la Muse de Saint-Julien

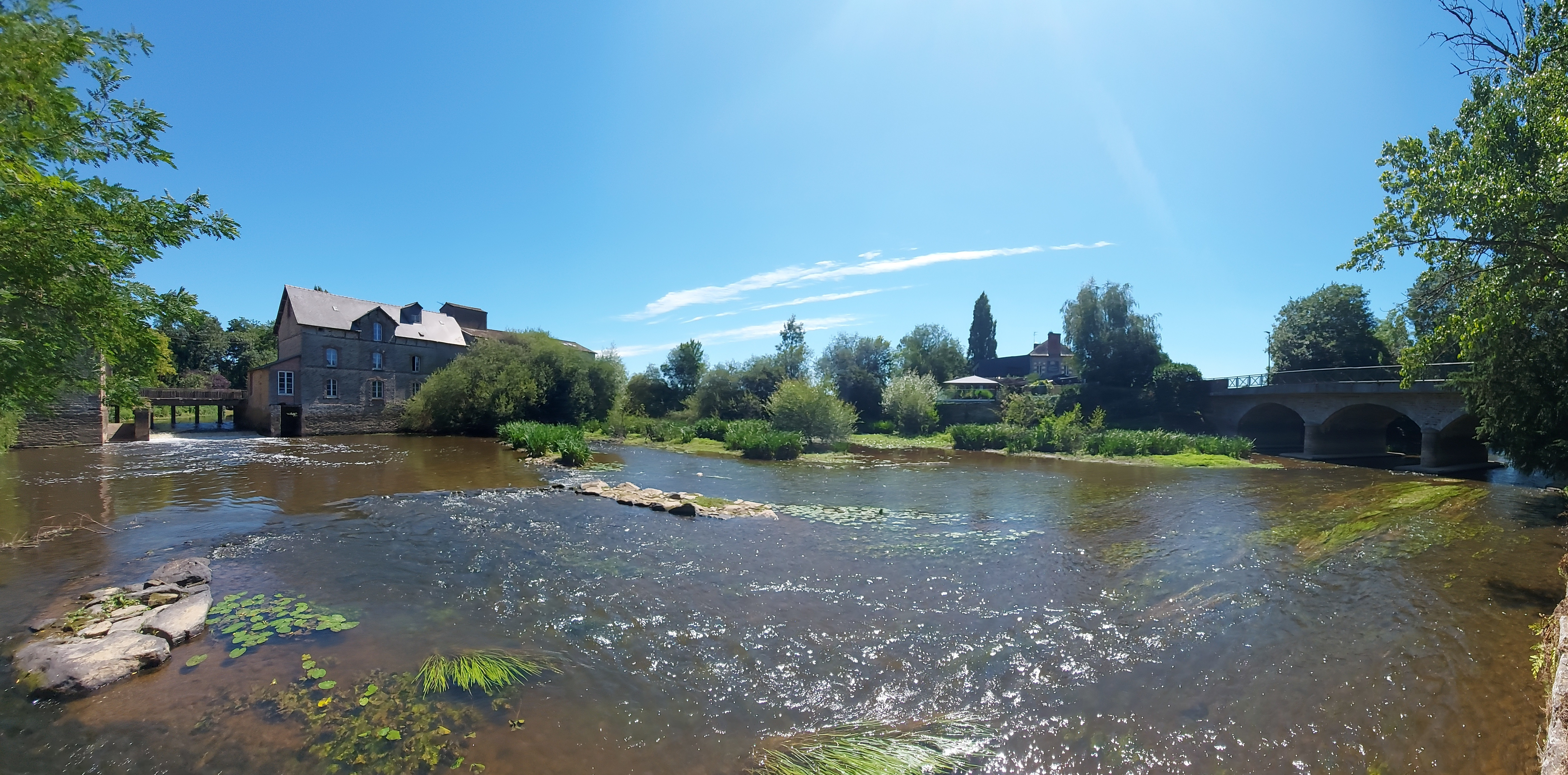
Le Moulin Desgués, la Vilaine et le Pont d'Acigné.

Une légende qui remonterait au Moyen Âge veut qu'une Muse perdue dans les méandres de l'Antiquité aurait tant inspiré par sa beauté extraordinaire l'âme des poètes et des musiciens, que Méduse en devint follement jalouse. Celle-ci se lança à la recherche de la Muse pour lui voler cette beauté et la rendre immortelle en la changeant en statue. La Muse, avertie par un songe, dut, pour échapper à Méduse, fuir ce monde de l'Antiquité… Mais, au moment de le quitter, la Muse se retourna pour contempler ce monde qu'elle ne reverrait plus. C'est alors qu'elle croisa le regard de Méduse la poursuivant toujours. La Muse se changea aussitôt en statue et s'échoua au beau milieu d'un cours d'eau dont la crue soudaine empêcha Méduse de ramener la statue.

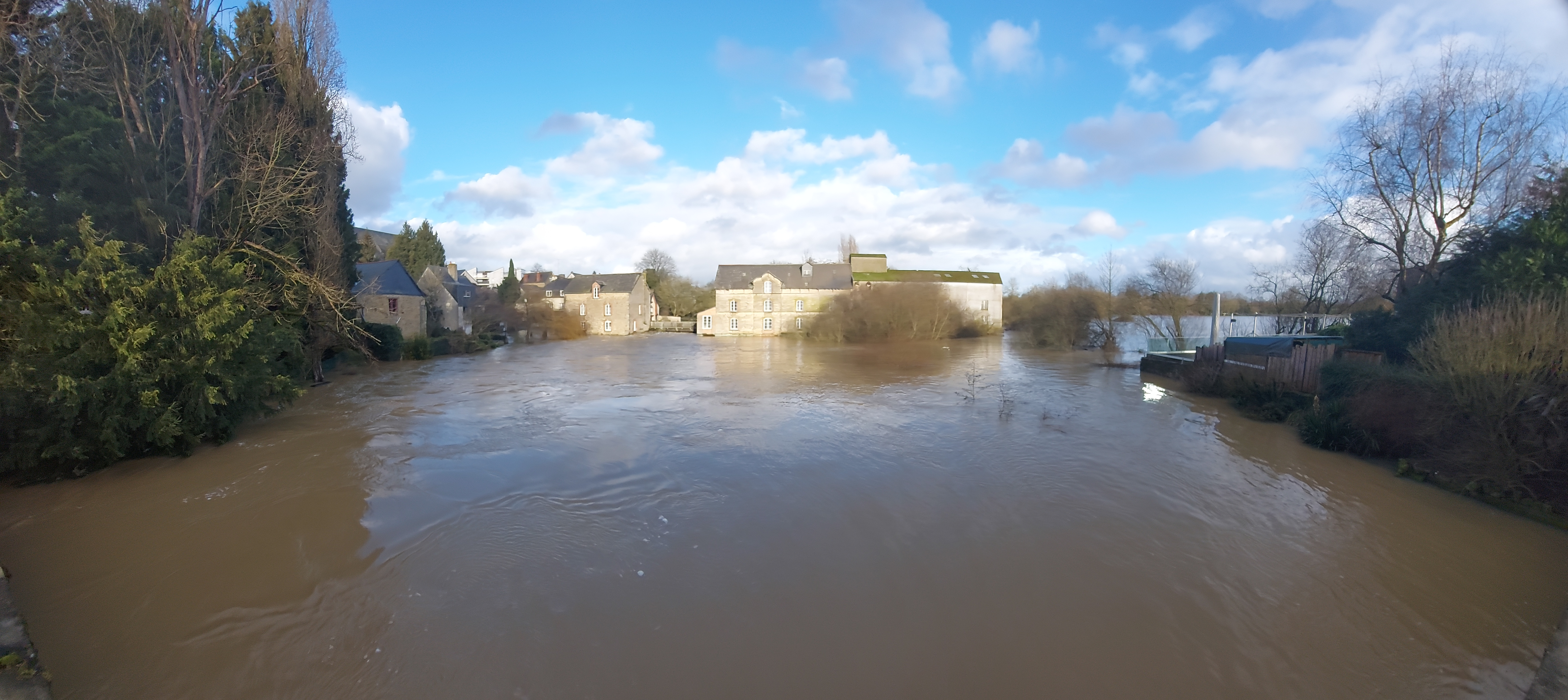
Le Moulin Desgués et la Vilaine en crue à Acigné.

C'est ainsi, que, d'après la légende, l'on donna le nom de Vilaine à ce cours d'eau, pour ne jamais oublier les méfaits de la méchante Méduse. Quant à la Muse, elle ne cessa jamais d'inspirer les poètes et les musiciens, qui, au fil des siècles, passèrent à Acigné et finirent par lui donner le nom de Saint-Julien.
Certaines rumeurs laissent à penser que la statue de la Muse de Saint-Julien aurait été retrouvée sur les bords de la Vilaine, non loin de l'actuel Moulin Desgués.

### Protohistoire
En 1956, au nord du bourg, trois haches polies, que l'on date de 3500 av. J.C., ont été trouvées dans un champ par un agriculteur. En 1970, ce sont trois bracelets en bronze finement ciselés datant de 1000 av. J.C. qui ont été découverts au nord du village de La Motte. En 2017, un diagnostic archéologique au Botrel a mis au jour un réseau de fossés de la fin de l'âge du Bronze ou du début de l'âge du Fer.

### Période gallo-romaine
Une petite nécropole gallo-romaine a été découverte près des Onglées au XIXe siècle. En 1985, les traces d'une villa gallo-romaine ont été détectées par prospection aérienne à proximité. Il a également été reconnu dans le parcellaire d'Acigné la marque d'un arpentage gallo-romain couvrant 900 ha, de chaque côté de la voie romaine Rennes-Le Mans qui traversait le territoire.

### Moyen Âge
Un denier de Charlemagne et de Roland daté d'environ 770 a été trouvé le long du Chevré. Les Francs abandonnèrent le contrôle de la région aux Bretons en 851.
C'est en 1040 que le premier seigneur d'Acigné est désigné par Riwallon, un vassal du duc de Bretagne. Après s'être installés près de l'église, les seigneurs d'Acigné déplacèrent leur résidence au Fort de la Motte, dans un méandre de la Vilaine. Cette résidence entourée de douves, d'abord en bois et en terre, puis en pierres, fut abandonnée au début du XVe siècle et tomba en ruine. La famille d'Acigné, initialement vassale des barons de Vitré, bénéficia d'une ascension sociale grâce à ses succès au service du duc de Bretagne, du roi de France et également de beaux mariages, quittant alors Acigné pour d'autres résidences plus prestigieuses.
La voie romaine évolua en grand chemin de Rennes au Mans via Vitré en traversant le bourg, avant d'être abandonnée au profit d'un autre tracé au sud de la Vilaine par Noyal, sous l'Ancien Régime.

### Temps modernes
Après l'annexion de la Bretagne, de 1532 et 1675, la Bretagne connut une période de paix et de prospérité. De belles demeures acignolaises du bourg en sont les témoins, comme la maison dite d'Acigné, rue Saint-Louis, et la maison des Chevaliers, rue de Calais.
Une maison située au 2 rue Saint Julien, dite hôtel Saint Julien, s'élève à l'emplacement d'un ancien hôpital fondé par les seigneurs d'Acigné. Mentionné en 1655 mais disparu avant 1738, cet hôpital disposait à l'époque de deux chapelles dédiées, l'une à Saint Julien et l'autre à Saint Antoine.
L'Ancien Régime nous a laissé de nombreux manoirs (Les Ecures, La Havardière, La Ville Aubrée, …) en campagne. Le château des Onglées, résidence de campagne d'un conseiller au Parlement de Bretagne, construit au XVIIe siècle, a une dimension plus majestueuse.
La fin de l'Ancien Régime fut marquée par le développement des tanneries à Acigné, installées en particulier rue des Roches, en bord de Vilaine.

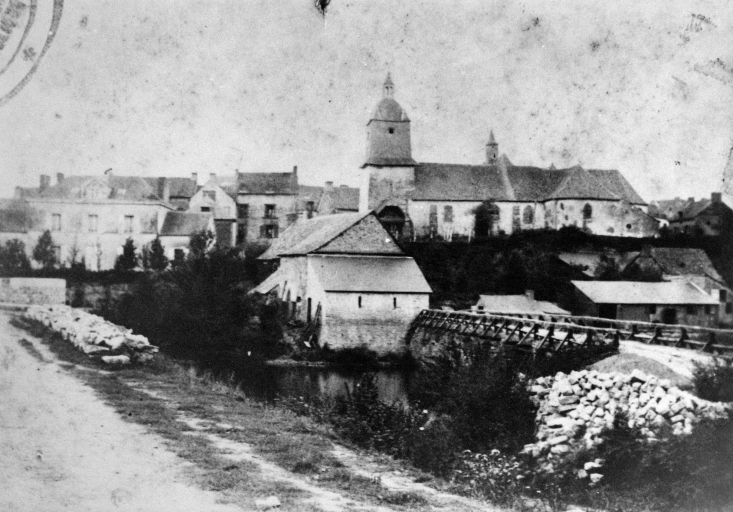
Acigné - Le vieux pont et l'hôtel Saint Julien.

### Époque contemporaine
Lors de la Révolution, Acigné manifesta de la résistance aux idées nouvelles, comme beaucoup de paroisses rurales de l'Ouest.
Le 6 avril 1792, des gardes nationaux provenant d'une vingtaine de paroisses avoisinantes font irruption à Acigné pour piller les maisons des habitants. Les deux commissaires envoyés par le département pour calmer les esprits sont couchés en joue et doivent se retirer pour sauver leur vie. Le centre du village est en partie détruit. À l'origine, les habitants avaient pris le parti du curé réfractaire, ce qui leur valut cet acte de répression. On remarque, à l'intérieur de l'église, la chaire dont les personnages ont été décapités par les gardes nationaux.
Au XIXe siècle, l'économie locale, toujours à dominante agricole, a été marquée par le développement de l'élevage laitier (beurre) et de la production de cidre pour le marché rennais. On trouvait une petite industrie du bois, issue de l'exploitation de la forêt de Rennes proche.

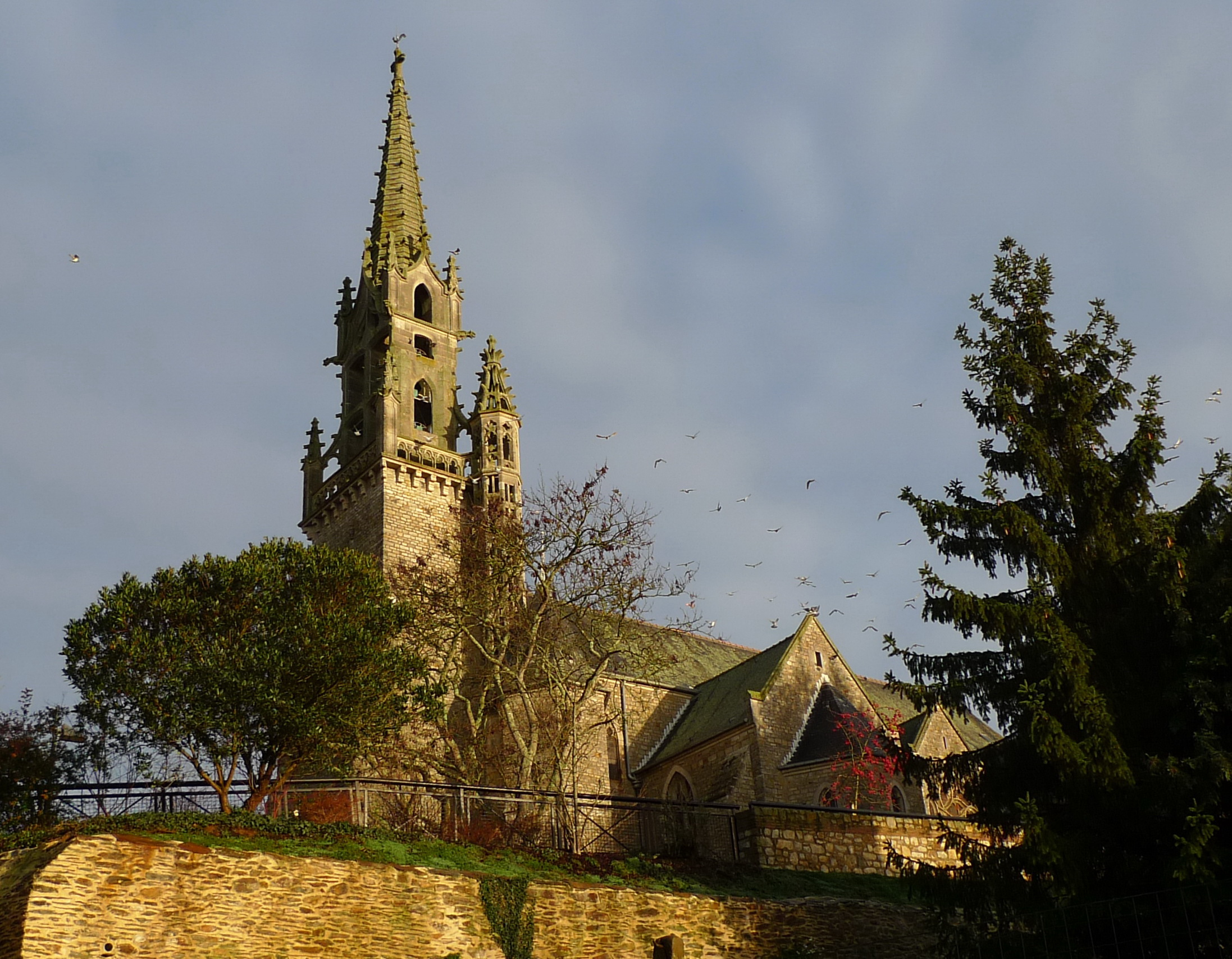
L'église d'Acigné, achevée en 1904.

Le 8 mars 1906 a lieu l'inventaire des biens d'église à Acigné ; le journal Ouest-Éclair écrit : « Aujourd'hui, à huit heures, la paisible paroisse d'Acigné était envahie par 25 gendarmes et 60 artilleurs sous les ordres d'un jeune lieutenant venant d'opérer à Thorigné. Une demi-heure après, M. le recteur et les membres du conseil de fabrique sortent du presbytère et se rendent sur le parvis de l'église. […] L'agent du fisc expose l'objet de sa mission et demande l'ouverture de la porte, ce qui lui est refusé. […] Aussitôt après la foule entonne les cantiques : Nous voulons Dieu, Je suis chrétien, et crie À bas les voleurs ! les crocheteurs ! Après les trois sommations d'usage, et sur réquisition du commissaire, cinq soldats d'artillerie apportent leurs instruments de cambriolage et veulent fracturer la porte du midi qui résiste à leurs efforts. Ils s'attaquent alors à celle de la sacristie qui est mise en pièces au bout de vingt minutes. Pendant le crochetage, quelques jeunes gens enfermés dans l'église ont consciencieusement arrosé les soldats et le chapeau du commissaire ».
L'exode rural, conjugué à la perte de 74 hommes pendant la Guerre 14-18, impacta Acigné au XXe siècle, avant que la démographie ne se redresse à partir des années 1960, avec le développement de l'agglomération rennaise qui entraîna l'installation de nouveaux habitants y travaillant.
Aujourd'hui, Acigné est une commune rurbaine, tout en préservant des éléments de son patrimoine historique et en maintenant sa vocation agricole dans une campagne verdoyante et doucement vallonnée.

## Politique et administration

### Rattachements administratifs et électoraux

#### Circonscriptions de rattachement
Acigné appartient à l'arrondissement de Rennes et au canton de Liffré depuis le redécoupage cantonal de 2014. Auparavant, elle a successivement appartenu aux cantons suivants : Rennes-Sud-Est (1833-1973), Rennes-VI (1973-1985), Rennes-Est (1985-1991) et Cesson-Sévigné (1991-2015).
Pour l'élection des députés, la commune fait partie de la deuxième circonscription d'Ille-et-Vilaine, représentée depuis juin 2017 par Laurence Maillart-Méhaignerie (RE). Elle appartenait à la deuxième circonscription de Rennes sous la IIIe République puis à la 2e circonscription (Rennes-Sud) de 1958 à 1986 et enfin à la 5e circonscription (Vitré) de 1986 à 2010.

#### Intercommunalité
La commune appartient à Rennes Métropole depuis sa création le 9 juillet 1970. Acigné faisait alors partie des 27 communes fondatrices du District urbain de l'agglomération rennaise qui a pris sa dénomination actuelle le 1er janvier 2000.
Acigné fait aussi partie du Pays de Rennes.

#### Institutions judiciaires
Sur le plan des institutions judiciaires, la commune relève du tribunal judiciaire (qui a remplacé le tribunal d'instance et le tribunal de grande instance le 1er janvier 2020), du tribunal pour enfants, du conseil de prud'hommes, du tribunal de commerce, de la cour d'appel et du tribunal administratif de Rennes et de la cour administrative d'appel de Nantes.

### Administration municipale
Le nombre d'habitants au dernier recensement étant compris entre 5 000 et 9 999, le nombre de membres du conseil municipal est de 29.
Conseil municipal actuel
Les 29 sièges composant le conseil municipal ont été pourvus le 15 mars 2020 lors du premier tour de scrutin. Actuellement, il est réparti comme suit :

### Tendances politiques et résultats
Depuis 1989 et l'élection de Guy Jouhier à la mairie, Acigné est une commune solidement ancrée à gauche. Cette tendance se confirme lors des scrutins nationaux avec des scores élevés pour la gauche – principalement socialiste et écologiste – et a contrario des résultats électoraux plus faibles de la droite et de l'extrême-droite.
L'élection d'Emmanuel Macron en 2017 a très peu changé la donne, les candidats de La République en marche arrivant uniquement en tête lors des scrutins présidentiel et législatifs ainsi que lors des européennes de 2019.
Lors du premier tour de l'élection présidentielle de 2022, Emmanuel Macron arrive en tête devant Jean-Luc Mélenchon et Yannick Jadot. Par rapport au scrutin précédent, le président sortant est en très léger repli tandis que le candidat LFI progresse de près de cinq points. Le candidat écologiste parvient quant à lui à dépasser la représentante du RN. Au second tour, le président Macron remporte 80,82 % des suffrages exprimés face à la candidate du Rassemblement national. Aux élections législatives, le candidat investi par la Nouvelle Union populaire, Tristan Lahais (G.s), vire en tête au premier tour devant la députée macroniste sortante Laurence Maillart-Méhaignerie (désignée par la coalition Ensemble) et au second, c'est le candidat de la NUPES qui remporte le scrutin au niveau communal, à l'inverse de la circonscription qui reconduit cette dernière.

### Liste des maires
| Période | Période                   | Identité                                  | Étiquette | Qualité |
| ------- | ------------------------- | ----------------------------------------- | --------- | --- |
| 1850    | 1860                      | François de Montigny                      |           | Médecin |
| 1860    | 1878                      | Jules-Jean-Marie Chevalier de la Teillais |           | Propriétaire |
| 1878    | 1902                      | Pierre Georges                            |           | Agriculteur |
| 1902    | 1929                      | Alain de Tréverret                        |           | Propriétaire |
| 1929    | 1940                      | Pierre Aubrée                             | URD       | Agriculteur Chevalier du Mérite agricole |
| 1940    | 1941                      | Joseph Lelièvre                           |           | |
| 1941    | 1943                      | Emmanuel Pillet                           |           | Négociant en bois |
| 1943    | 1944                      | Armand Le Douarec                         |           | Médecin |
| 1945    | 1945                      | Emmanuel Pillet                           |           | Négociant en bois |
| 1945    | 1947                      | François Louapre                          |           | Agriculteur |
| 1947    | 1971                      | Charles de Tréverret                      |           | Minotier |
| 1971    | 1989                      | Michel Simonneaux                         | SE        | Agriculteur Chevalier du Mérite agricole (1978) |
| 1989    | 2014                      | Guy Jouhier (1947- )                      | PS        | Enseignant retraité Conseiller général de Cesson-Sévigné (1998 → 2011) 5e vice-président de Rennes Métropole (2008 → 2014) 3e vice-président de Rennes Métropole (2001 → 2008) |
| 2014    | En cours (au 25 mai 2020) | Olivier Dehaese (1970- )                  | PS        | Ingénieur de recherche 6e vice-président de Rennes Métropole (2020 → ) 16e vice-président de Rennes Métropole (2014 → 2020) Réélu pour le mandat 2020-2026                     |

### Politique de développement durable
La ville a engagé une politique de développement durable en lançant une démarche d'Agenda 21 en 2012.

### Jumelages
| Ville | Ville       | Pays | Pays      | Période                   |
| ----- | ----------- | ---- | --------- | ------------------------- |
|       | Wachtendonk |      | Allemagne | depuis le 30 août 1980    |
|       | Șeica Mare  |      | Roumanie  | depuis le 13 juillet 1993 |

## Démographie
L'évolution du nombre d'habitants est connue à travers les recensements de la population effectués dans la commune depuis 1793. Pour les communes de moins de 10 000 habitants, une enquête de recensement portant sur toute la population est réalisée tous les cinq ans, les populations de référence des années intermédiaires étant quant à elles estimées par interpolation ou extrapolation. Pour la commune, le premier recensement exhaustif entrant dans le cadre du nouveau dispositif a été réalisé en 2006.
En 2022, la commune comptait 6 911 habitants, en évolution de +4 % par rapport à 2016 (Ille-et-Vilaine : +5,46 %, France hors Mayotte : +2,11 %).
| 1793  | 1800  | 1806  | 1821  | 1831  | 1836  | 1841  | 1846  | 1851  |
| ----- | ----- | ----- | ----- | ----- | ----- | ----- | ----- | ----- |
| 1 921 | 2 322 | 1 792 | 2 184 | 2 306 | 2 101 | 1 990 | 2 083 | 2 058 |

| 1856  | 1861  | 1866  | 1872  | 1876  | 1881  | 1886  | 1891  | 1896  |
| ----- | ----- | ----- | ----- | ----- | ----- | ----- | ----- | ----- |
| 2 069 | 2 148 | 2 167 | 2 151 | 2 119 | 2 077 | 2 017 | 1 972 | 1 950 |

| 1901  | 1906  | 1911  | 1921  | 1926  | 1931  | 1936  | 1946  | 1954  |
| ----- | ----- | ----- | ----- | ----- | ----- | ----- | ----- | ----- |
| 1 843 | 1 830 | 1 709 | 1 509 | 1 480 | 1 472 | 1 451 | 1 493 | 1 556 |

| 1962  | 1968  | 1975  | 1982  | 1990  | 1999  | 2006  | 2011  | 2016  |
| ----- | ----- | ----- | ----- | ----- | ----- | ----- | ----- | ----- |
| 1 557 | 1 776 | 2 319 | 3 554 | 4 361 | 5 246 | 5 785 | 6 166 | 6 645 |

| 2021  | 2022  | - | - | - | - | - | - | - |
| ----- | ----- | - | - | - | - | - | - | - |
| 6 888 | 6 911 | - | - | - | - | - | - | - |

## Économie
Acigné comptait plus de 400 établissements en 2015, représentant 1 800 emplois. Parmi ces entreprises, on compte 33 exploitations agricoles.

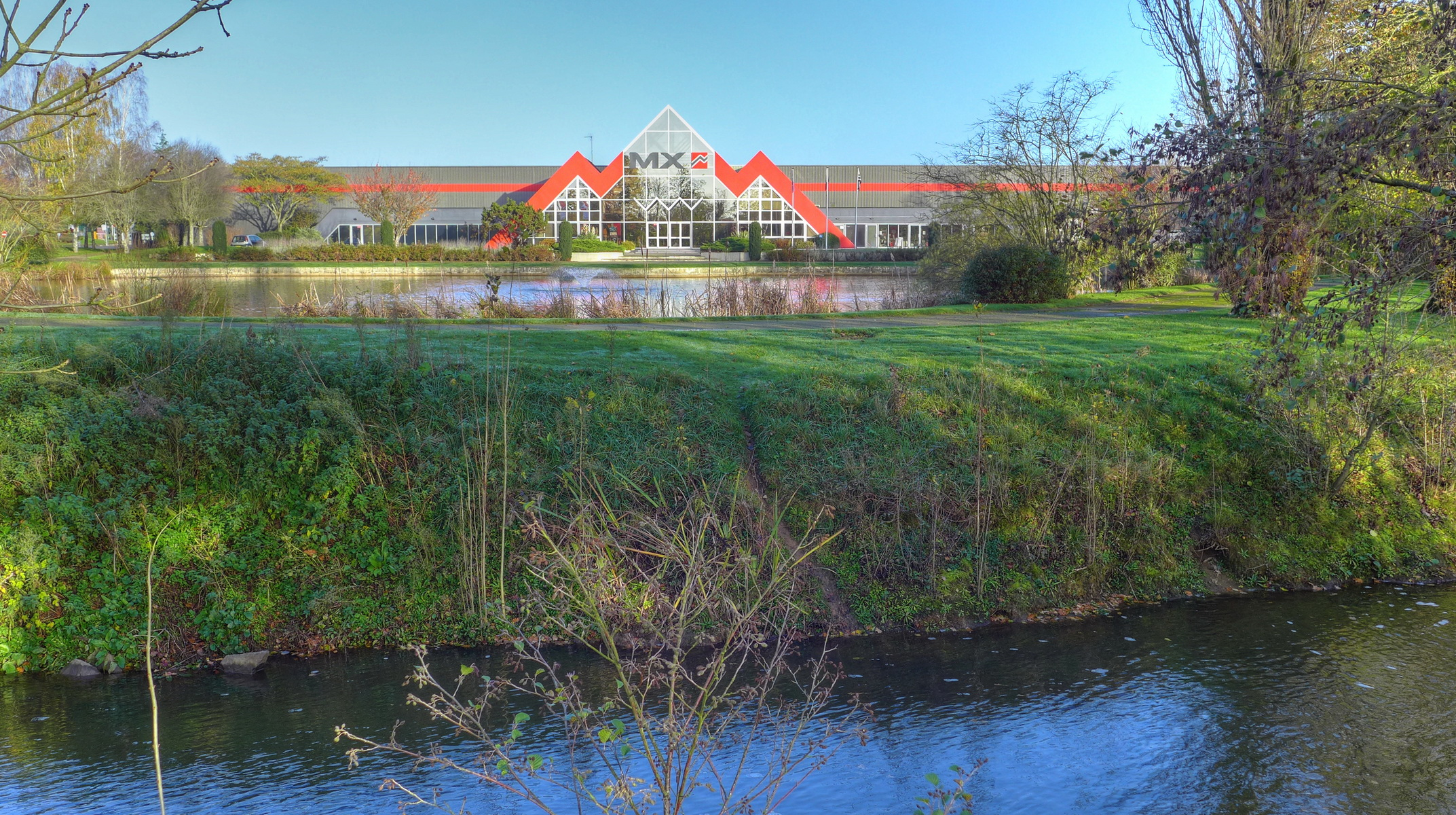
L'usine MX d'Acigné avec, au premier plan, la rivière Le Chevré.

L'employeur le plus important est l'entreprise MX, premier fabricant de chargeurs sur tracteur en France, avec 640 collaborateurs. MX a été créé en 1951 par un artisan d'Acigné, Louis Mailleux. Forgeron entreprenant installé dans le bourg, il fabrique d'abord des charrues puis, en 1963, il conçoit et réalise le premier chargeur avant. Le succès du matériel produit favorise le développement de l'entreprise qui s'industrialise alors.
La SCOP EBS Le Relais Bretagne, installée à Acigné depuis 1997, emploie 150 salariés. Cette coopérative collecte les textiles et chaussures usagées en Bretagne, puis les trie dans son centre à Acigné, avant de les revendre. Sa vocation est de lutter contre l'exclusion par la création d'emplois.

Beaucoup d'Acignolais travaillent sur Rennes et sa métropole.

## Vie locale

### Santé
Sont installés sur la commune :
- 4 médecins (dans un cabinet médical) ;
- 4 infirmières libérales ;
- 7 kinésithérapeutes ;
- 1 sage-femme.

La commune dispose de deux pharmacies.
L'hôpital privé Sévigné, à Cesson-Sévigné, à 7 km, est l'établissement hospitalier le plus proche.

### Enseignement
- École Jeanne-d'Arc, école élémentaire et maternelle privée.
- École du Chevré, école élémentaire publique.
- École du Chat-Perché, école maternelle publique.

Les collèges et lycées les plus proches sont situés dans les communes mitoyennes: Noyal-sur-Vilaine, Cesson-Sévigné et Liffré.

### Sports
- L'Union sportive acignolaise rugby (USAR), fondé en 2000, compte 180 licenciés, et comprend plusieurs sections. Une école de rugby et de Touch, du rugby à 5, du Touch, et du XV. La section XV a été deux fois championne de Bretagne (4e série en 2014, 3e série en 2017), et a pour la saison 2016/2017 effectué une saison parfaite avec douze victoires pour douze matchs, toutes bonifiées. Pour la saison 2017/2018, elle joue en championnat 2e série. La section Touch (Ratafia) a régulièrement des joueurs et joueuses sélectionnés en équipe de France de Touch.
L'OEF (Ovalie en Fête) a lieu tous les premiers week-end de juillet, c'est la grande fête du club, où sont organisés un tournoi de rugby à 5 et de rugby à 7, des animations pour les grands et les petits, ainsi qu'un repas de clôture au Triptik.

- L'Union sportive acignolaise (USA), club de football fondé en 1937, comprend 7 équipes. Elles jouent sur le complexe sportif du Chevré qui comprend plusieurs terrains, dont un terrain d'honneur synthétique[37].
- Les kayakistes acignolaises sont les ex-championnes d'Europe de kayak et comptent de nombreux autres titres à leur actif.
- L'association Acigné au féminin[38] est née en 1988. La première course nationale sur une distance de 10 km labellisée par la FFA. Aujourd'hui encore, la notoriété de cette épreuve dépasse la région Bretagne. C'est la course féminine la plus fréquentée en France sur cette distance de 10 km.

- L'Acigné Basket Club[39] est une association sportive affiliée à la FFBB et permet la pratique du basket-ball en championnat ou en loisir. L'association accueille les licenciés à partir de 5 ans. Le club organise plusieurs manifestations tout au long de l'année : des plateaux pour les baby basketteurs, le Noël des jeunes, la galette des rois, un tournoi détente et enfin la fête du basket au mois de juin. Depuis 2016, les clubs de Basket de Liffré, Thorigné-Fouillard et Acigné se sont associés en CTC (Coopération territoriale de clubs) sous la bannière Mi-Forêt Basket 35, afin de permettre à leurs joueurs respectifs d'évoluer à leur meilleur niveau (départemental à pré-national) et de pouvoir pratiquer le basket année après année, même si le club n'est pas en mesure de fournir l'effectif nécessaire à la composition d'une équipe.

### Culture
Le Triptik, ensemble multifonction, intègre une salle de spectacle de 250 places.

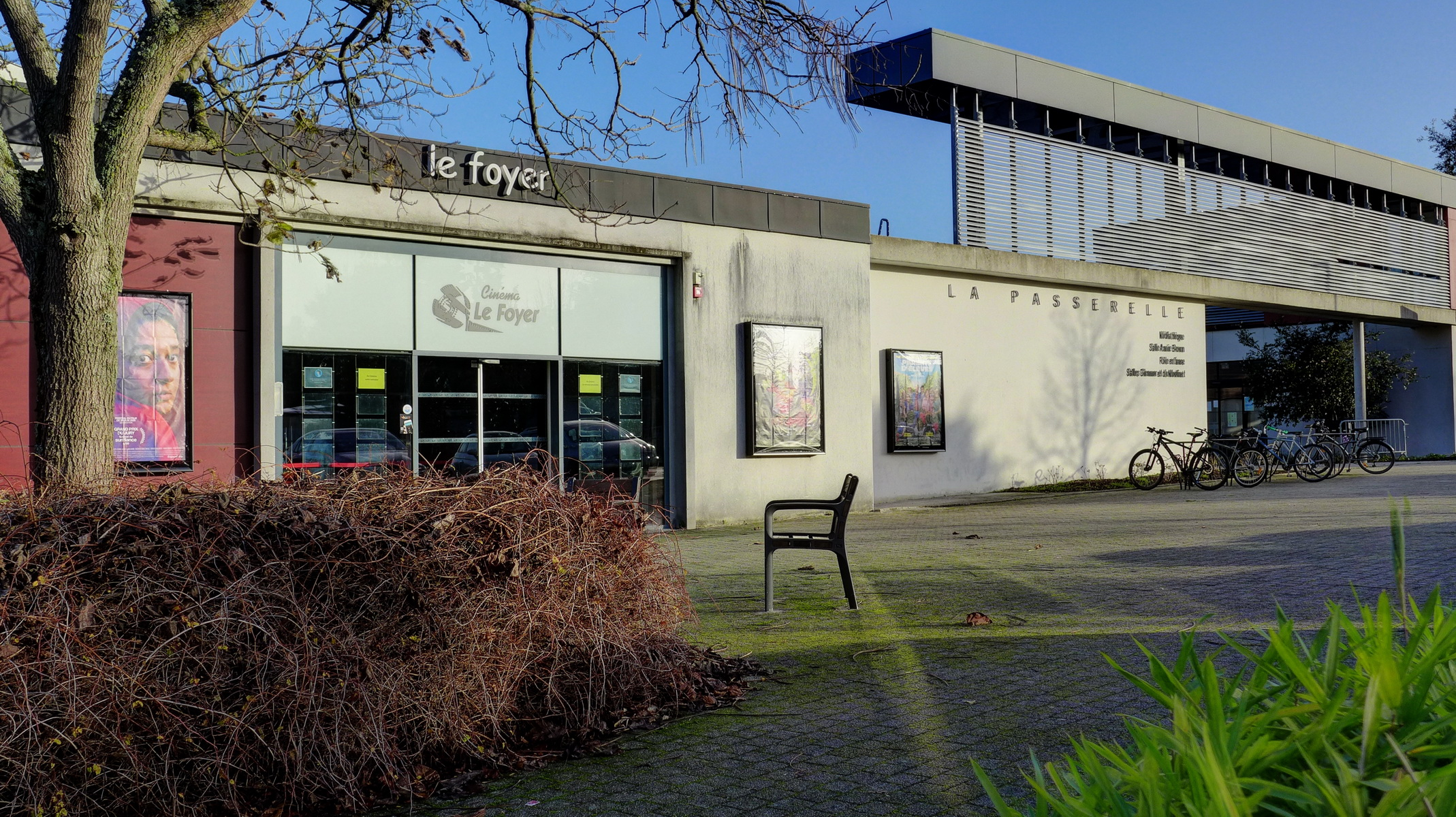
Le cinéma et la médiathèque d'Acigné.

Le cinéma associatif Le Foyer est équipé de deux salles climatisées pour des séances quotidiennes totalisant 30 000 entrées par an.
La médiathèque municipale est ouverte 21 h 30 par semaine. Elle propose des livres, des CD audio et des CDrom en prêt.
La commune compte une troupe de théâtre amateur : Les Arlequins d'Acigné.
L'association musicale de Haute Vilaine (AMHV) propose un enseignement musical dès 4 ans et des ensembles pour les plus grands.

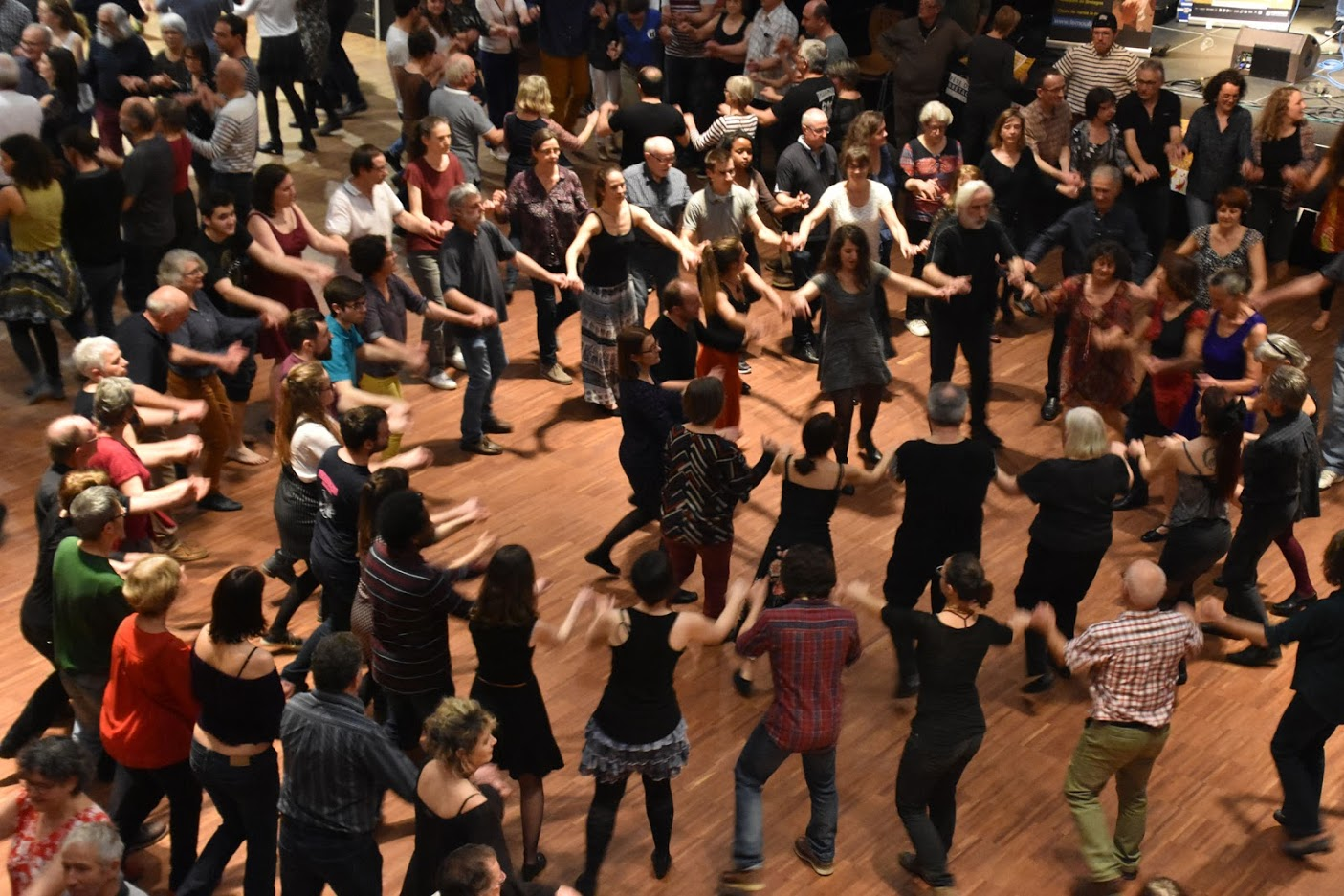
Fest noz à Acigné le 2 mars 2019.

Le Moulinet, association consacrée à la culture gallèse, bretonne et au folk, organise des cours de danse, des fest-noz et concerts.
L'association Acigné Autrefois valorise et partage avec le public le patrimoine et l'histoire de la commune et de la région.

### Cultes et religions
La paroisse Saint-Julien sur Vilaine regroupe Acigné, Noyal-sur-Vilaine et Brécé. Elle appartient au doyenné de Cesson-Sévigné et au diocèse de Rennes.

## Culture locale et patrimoine

### Lieux et monuments

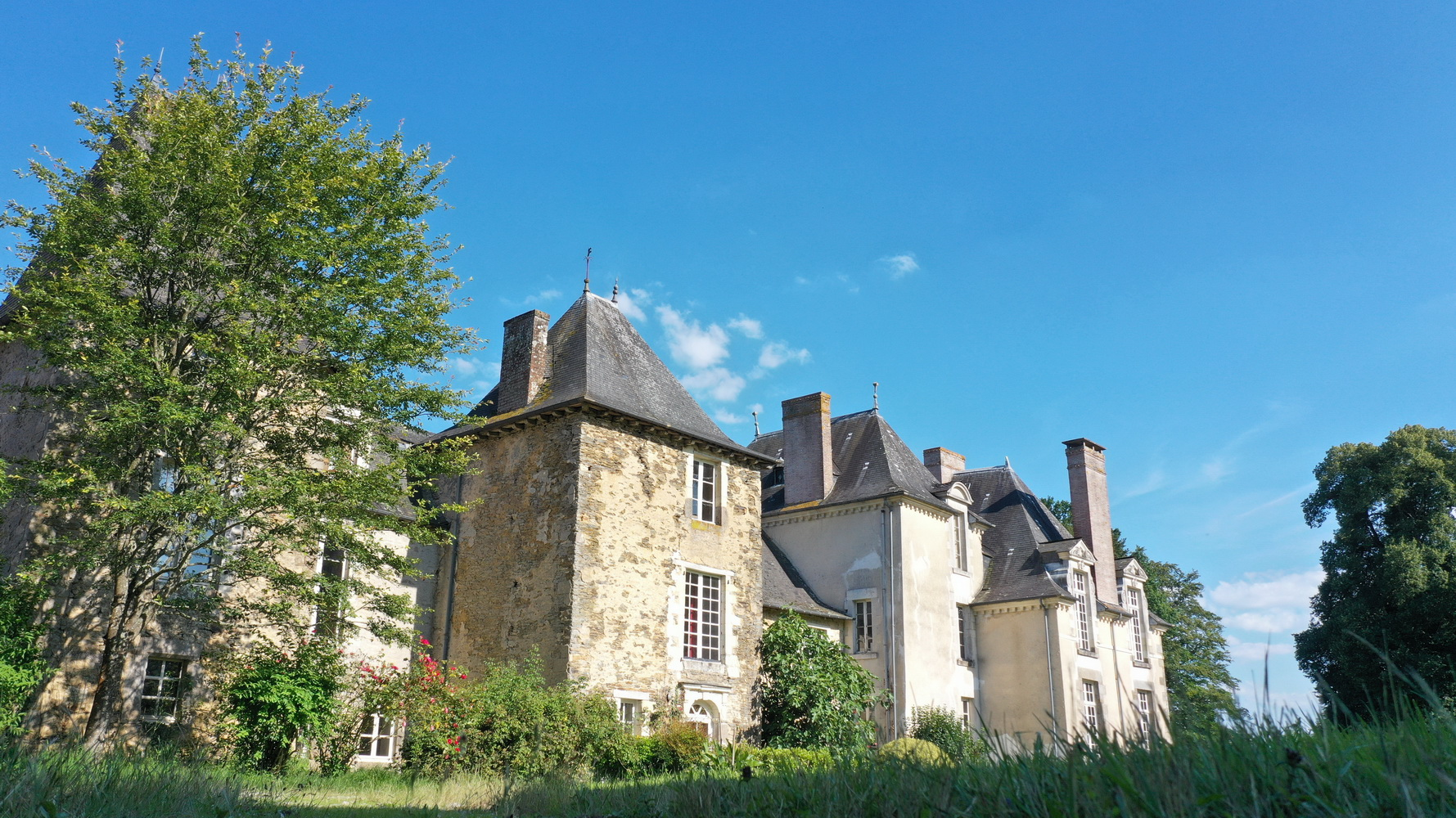
Le château des Onglées.

- La commune possède 224 bâtiments inventoriés[46] mais un seul monument historique, le château des Onglées. La totalité du domaine des Onglées — comprenant logis, chapelle, parc, etc. — a été inscrit en 2012[47],[48]. Il est ouvert au public l'été, pendant le week-end[49].La maison dite d'Acigné, rue Saint-Louis.

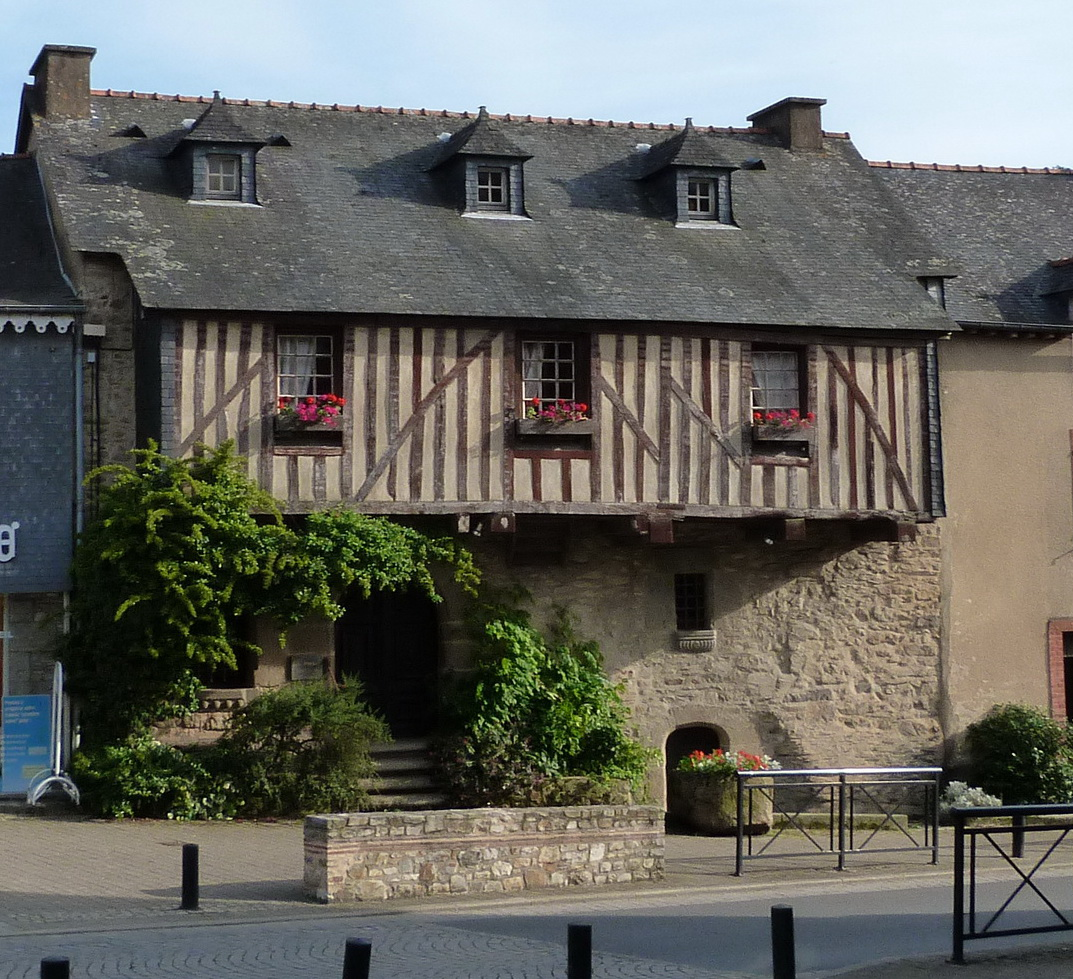
La maison dite d'Acigné, rue Saint-Louis.

- L'église Saint-Martin-de-Tours a été édifiée en 1904 par Arthur Regnault[50],[51] dans un style flamboyant breton. Son clocher contient quatre cloches dénommées Adolphine-Marie, Geneviève-Yvonne, Édith-Louise et Olive-Constance (dernière arrivée, le 7 octobre 2018)[52].
- La ferme de la Motte, en bord de Vilaine, est un centre de loisirs appelé l'Espace de la Motte.
- Le marais de la Motte[53] est un espace naturel protégé au pied du bourg, avec un circuit de promenade en bord de Vilaine.
- Le château d'eau est décoré par une fresque « aquarium ».

### Personnalités liées à la commune
- Marie d'Assigny (d'Acigné), dont deux portraits par Jean Clouet se trouvent au musée du château de Chantilly et au musée d'Edimbourg. Elle fut fille d'honneur de Claude de France , duchesse de Bretagne et épouse de François Ier. On dit que Marie d'Assigny fut aussi, un temps, maîtresse du roi[54].
- Judith, dame d'Acigné, fille de Jean d'Acigné, épouse de Charles II de Cossé-Brissac[55].
- Anne-Marguerite d'Acigné, issue d'une branche cadette de la famille d'Acigné, épousa le petit neveu et héritier de l'illustre cardinal-duc de Richelieu en 1684. Elle devint ainsi duchesse par son mariage, mais avec un mari, Armand-Jean de Vignerot du Plessis, duc de Richelieu, qui avait déjà largement dilapidé la fortune des Richelieu par ses frasques.
- Prosper Chubert, né le 25 septembre 1884 à Acigné et mort le 28 novembre 1944 au camp de Neuengamme, près de Hambourg (Allemagne)[56], avoué, administrateur et résistant.
- Anna Branca, née Duveau le 1er octobre 1893 à Acigné et morte le 1er décembre 1944 au camp de Ravensbrück[57], résistante[58],[59],[60].

### Héraldique
| Blason de Acigné | Blason  | D'hermine à la fasce de gueules chargée de trois fleurs de lys d'or. |
| Blason de Acigné | Détails | Le statut officiel du blason reste à déterminer.                     |

## Pour approfondir